# Marjoriella ancha
Marjoriella ancha är en stekelart som beskrevs av Michael J. Sharkey 1983. Marjoriella ancha ingår i släktet Marjoriella och familjen bracksteklar. Inga underarter finns listade i Catalogue of Life.